# سهل عبدالصمد
سهل عبدالصمد (انگلیسی: Sahal Abdul Samad؛ زادهٔ ۱ آوریل ۱۹۹۷) بازیکن فوتبال است.
از باشگاه‌هایی که در آن بازی کرده‌است می‌توان به باشگاه فوتبال کرالا بلاسترز اشاره کرد.
وی همچنین در تیم‌های ملی فوتبال زیر ۲۳ سال هند و هند بازی کرده‌است.